# Lưu Đức Huy
Lưu Đức Huy (sinh năm 1954) là một sĩ quan cấp cao trong Quân đội nhân dân Việt Nam, hàm Trung tướng, nguyên Tổng cục trưởng Tổng cục Tình báo Quân đội nhân dân Việt Nam (2009–2014).

## Thân thế và sự nghiệp
- Nguyên quán: xã Thái Đô, huyện Thái Thuỵ, tỉnh Thái Bình
- 2005 - 2009, Bổ nhiệm giữ chức Phó Tổng cục trưởng Tổng cục Tình báo Quân đội nhân dân Việt Nam, hàm Thiếu tướng (2005).
- 2009 - 2010, Bổ nhiệm giữ chức Chính ủy Tổng cục Tình báo Quân đội nhân dân Việt Nam, hàm Trung tướng (2009).[1]
- 2010 - 2014, Bổ nhiệm giữ chức Tổng cục Trưởng Tổng cục Tình báo Quân đội nhân dân Việt Nam.
- 2014 ông nghỉ chờ hưu.